# タウンズ郡 (ジョージア州)
タウンズ郡（タウンズぐん、英: Towns County）は、アメリカ合衆国ジョージア州の北部に位置する郡である。2010年国勢調査での人口は10,471人であり、2000年の9,319人から12.4%増加した。郡庁所在地はハイアワシー市（人口880人）であり、同郡で人口最大の都市でもある。

## 歴史
タウンズ郡は1856年3月6日に設立された。郡名は弁護士かつ政治家のジョージ・W・タウンズに因んで名付けられた。

## 地理
アメリカ合衆国国勢調査局に拠れば、郡域全面積は172.01平方マイル (445.5 km2)であり、このうち陸地166.66平方マイル (431.6 km2)、水域は5.35平方マイル (13.9 km2)で水域率は3.11%である。
タウンズ郡はアパラチア山脈の一部であるブルーリッジ山脈の中にあり、その一部はチャタフーチー国立の森で保護されている。ジョージア州内で標高が最も高いブラスタウン・ボールドが郡南西部にあり、西のユニオン郡との境を跨いでいる。ハイワシー川の水源が東部にあり、そこから北のノースカロライナ州に流れている。1940年代にテネシー川流域開発公社が建設したシャトゥージ・ダムの完成でできた人工湖シャトゥージ湖が、郡北東部を占めている。アトランタ市から北に延びるジョージア州道515号線が、ヤングハリス近くのノースカロライナ州境で終わる。
タウンズ郡初期で重要だったのが、郡内を南北に抜け、ユニコイ峡谷を通るチェロキー交易道に建設した道路である。開拓者とチェロキー族インディアンの間の通信線として機能したが、インディアンに土地を譲渡させた後は、白人のためのみのものとなった。チェロキー族はその集落から立ち退かされ、「移動用砦」に移されたが、そのうちの1つが郡庁所在地のハイアワシーになった所にあった。
タウン郡はバイブル・ベルトの中にある。

### 主要高規格道路

#### アメリカ国道
- アメリカ国道76号線

#### ジョージア州道
- ジョージア州道2号線
- ジョージア州道17号線
- ジョージア州道66号線
- ジョージア州道75号線
- ジョージア州道180号線
- ジョージア州道288号線
- ジョージア州道339号線
- ジョージア州道515号線

### 隣接する郡
- クレイ郡 (ノースカロライナ州) - 北
- ラブン郡 - 東
- ハーバーシャム郡 - 南東
- ホワイト郡 - 南
- ユニオン郡 - 西

### 国立保護地域
- アパラチアン・トレイル（部分）
- チャタフーチー国立の森（部分）

## 人口動態
以下は2000年の国勢調査による人口統計データである。
| 基礎データ - 人口: 9,319人 - 世帯数: 3,998 世帯 - 家族数: 2,826 家族 - 人口密度: 22人/km2（56人/mi2） - 住居数: 6,282軒 - 住居密度: 15軒/km2（38軒/mi2） 人種別人口構成 - 白人: 98.80% - アフリカン・アメリカン: 0.13% - ネイティブ・アメリカン: 0.17% - アジア人: 0.31% - その他の人種: 0.18% - 混血: 0.41% - ヒスパニック・ラテン系: 0.72% | 年齢別人口構成 - 18歳未満: 16.3% - 18-24歳: 9.1% - 25-44歳: 20.5% - 45-64歳: 28.3% - 65歳以上: 25.9% - 年齢の中央値: 49歳 - 性比（女性100人あたり男性の人口） - 総人口: 89.9 - 18歳以上: 87.8 世帯と家族（対世帯数） - 18歳未満の子供がいる: 20.8% - 結婚・同居している夫婦: 61.9% - 未婚・離婚・死別女性が世帯主: 6.3% - 非家族世帯: 29.3% - 単身世帯: 26.0% - 65歳以上の老人1人暮らし: 13.1% - 平均構成人数 - 世帯: 2.20人 - 家族: 2.61人 | 収入と家計 - 収入の中央値 - 世帯: 31,950米ドル - 家族: 37,295米ドル - 性別 - 男性: 28,657米ドル - 女性: 21,813米ドル - 人口1人あたり収入: 18,221米ドル - 貧困線以下 - 対人口: 11.8% - 対家族数: 8.8% - 18歳未満: 13.6% - 65歳以上: 10.4% |

## 郡政府
タウン郡は単一コミッショナーが統治している。

## 都市と町
- ハイアワシー - 郡庁所在地
- ヤングハリス